# IC 169
IC 169 ist eine elliptische Galaxie vom Hubble-Typ E/S0? im Sternbild Walfisch südlich der Ekliptik. Sie ist schätzungsweise 379 Millionen Lichtjahre von der Milchstraße entfernt und hat einen Durchmesser von etwa 55.000 Lichtjahren.
Im selben Himmelsareal befinden sich u. a. die Galaxien NGC 699 und NGC 715.
Das Objekt wurde am 2. Januar 1892 vom französischen Astronomen Stéphane Javelle entdeckt.